# Ель Феннінг
Мéрі Ель Фéннінг (англ. Mary Elle Fanning; нар. 9 квітня 1998, Коніерс, Джорджія, США) — американська акторка, молодша сестра акторки Дакоти Феннінг. Найбільш відомі фільми: «Вавилон», «Дежа вю», «Загадкова історія Бенджаміна Баттона», «Супер 8», «Малефісента», «Неоновий демон». Номінантка на премії «Еммі» та «Золотий глобус» за роль Катерини II у телесеріалі «Велика» (2020—2023).

## Біографія
Народилася в маленькому містечку Кон'єрс, що у Джорджії, в сім'ї колишньої тенісистки Джой Еррінгтон та колишнього бейсболіста молодшої ліги Стіва Феннінга. Її дідусь по материнській лінії Рік Еррінгтон — колишній квотербек з Філадельфія Іглс, а тітка Джілл Еррінгтон — колишній репортер кабельного спортивного каналу ESPN. Також в є старша сестра Дакота, вже відома акторка. Має німецьке та ірландске коріння, а також є баптисткою. Паралельно з навчанням у школі займалася балетом.

## Кар'єра
Ель почала акторську кар'єру в три роки, її ролями були персонажки старшої сестри в юному віці в телесеріалі «Taken» (2002) та фільмі «Я — Сем» (2001). У 2002 році чотирирічна Ель знялась вперше окремо від сестри в фільмі «Черговий тато». В 2003 отримала роль в фільмі «The Door in the Floor», де в головних ролях знімались Джефф Бріджес та Кім Бейсінгер. Спочатку продюсери планували задіяти на роль Ель двох ідентичних близнючок через напружений графік роботи, але дівчинка їх так вразила, що вони взяли тільки її. У 2004 році Ель озвучувала Мей в діснеевській версії мультфільму «Мій сусід Тоторо». Також вона взяла участь у зйомках «Павутиння Шарлотти», граючи «майбутню внучку» персонажки сестри Дакоти Ферн Арабл, але ці сцени були потім вирізані. А з середини 2005 року зіграла Деббі Джонс — доньку персонажів Бреда Пітта та Кейт Бланшетт в номінованому на Оскар фільмі «Вавилон».
На початку 2006 року знялася в фільмах «Дев'ятки» та «Дежа вю» з Дензелом Вашингтоном у головній ролі, а трохи пізніше в цьому ж році в мінісеріалі «Загублена кімната» у ролі зниклої доньки головного героя. З кінця 2006 року грає помітніші ролі, наприклад, у фільмі «Reservation Road» в неї роль доньки персонажів Хоакіна Фенікса та Дженніфер Коннеллі, що тужить за загиблим в автокатастрофі братом. В наступному році зіграла невелику роль персонажки Кейт Бланшетт у дитинстві в фільмі «Загадкова історія Бенджаміна Баттона».
Наприкінці 2007 знялася в головній ролі Фібі спільно з Фелісіті Гаффман у фільмі «Фібі в Країні чудес», фантастичної історії про маленьку дівчинку, яка не може, або не хоче, дотримуватися правил. У березні 2008 року Ель та її сестра Дакота були запрошені на зйомки фільму «Мій ангел-охоронець», але пропозиція була відхилена, тому що Дакота відмовилася голити голову наголо, як того вимагав сценарій.
У 2010 році війшов фільм відомої сценаристки та продюсерки Софії Копполи «Десь», в якому Ель зіграла одинадцятирічну доньку героя Стівена Дорфа. На 67-му Венеційському кінофестивалі фільм отримав головну нагороду — Золотого лева. З кінця 2010 року йдуть зйомки фільму Френсіса Форда Копполи «Twixt», в якому Ель отримала роль молодого привида Ві. У 2011 році вийшов фільм Дж. Дж. Абрамса «Супер 8» з Феннінг в одній з провідних ролей — школярки Еліс Дайнард, яка з друзями була свідкою загадкової катастрофи. У лютому 2011 на екрани вийшла стрічка «Ми купили зоопарк», в якій Ель зіграла разом із Скарлетт Йоганссон та Меттом Деймоном.
У 2012 році Ель номінували на премію Critics' Choice Awards як «найкращу молоду акторку» за роль у фільмі «Джинджер і Роза» («Бомба»). У 2013 році знялася у футуристичній драмі «Молодь» з Ніколасом Голтом, а також у біографічній драмі «Зовсім низько», заснованої на мемуарах Емі Елбані, доньки джазового піаніста Джо Елбані, яка описала в книзі свої стосунки, коли їй було 11 років.

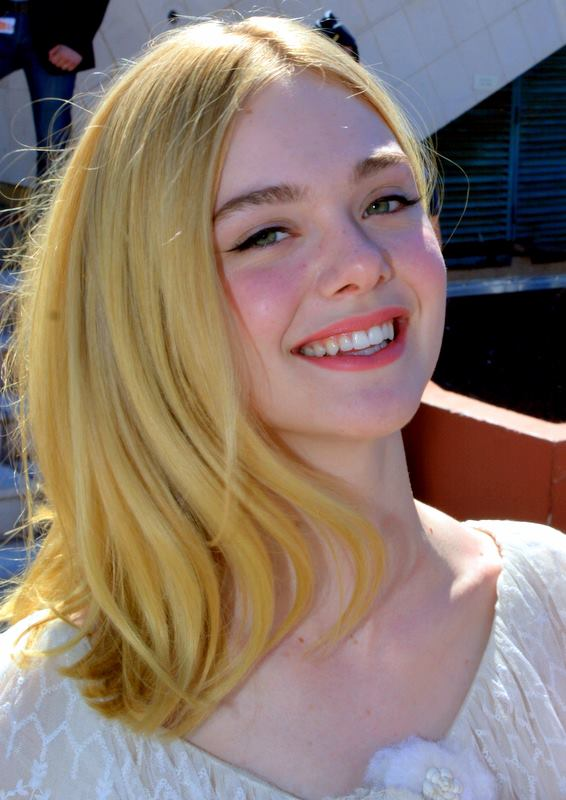
Феннінг на прем'єрі фільму «Неоновий демон» на Каннському кінофестивалі у 2016 році

У 2014 році вийшов фентезійний фільм режисера Роберта Стромберга «Малефісента», де Ель зіграла роль принцеси Аврори. У 2015 році можна було побачити актрису в біографічній драмі «Трамбо» у компанії таких знаменитостей, як Браян Кренстон та Даян Лейн. А у 2016-му в прокат вийшли 5 картин, створених за участю Ель: «Неоновий демон», «Як розмовляти з дівчатами на вечірках», «Закон ночі» Бена Аффлека, «Жінки 20-го століття» та «Балерина». В останньому — анімаційному фільмі — Ель озвучила головну героїню.
У 2017 році Ель Феннінг зіграла одну з головних ролей у картині під назвою «Фатальна спокуса», рімейку фільму Дона Сігела за участю Клінта Іствуда «Обдурений». У фільмі також знялися Колін Фаррелл, Кірстен Данст та Уна Лоуренс. Режисеркою виступила Софія Коппола. Поранений солдат опиняється під час Громадянської війни США у школі-інтернаті для дівчат у розташуванні противника. Його рятують дівчата-конфедератки. Вихованки школи дбають про хворого, але поступово потрапляють під його чарівність і вступають у боротьбу за нього, що призводить до трагічних наслідків. У тому ж році Ель виконала роль Мері Шеллі у драмі «Красуня для чудовиська».
У 2018-му можна було побачити Феннінг у трьох картинах: «Здається, ми залишилися одні», де її партнером виступив Пітер Дінклейдж, «Галвестон» та музичній драмі «За мрією». Восени 2019 року в прокат вийшла романтична комедія Вуді Аллена «Дощовий день у Нью-Йорку», де Феннінг зіграла головну жіночу роль у компанії таких акторів та акторок, як Тімоті Шаламе, Селена Гомес, Джуд Лоу, Дієго Луна та Лієв Шрайбер. Тоді ж знову перетворилася на принцесу Аврору у фентезі «Чаклунка: Повелителька темряви».
У березні 2020 року відбулася світова прем'єра фільму «Незвідані шляхи» від режисерки та сценаристки Саллі Поттер. У тому ж році почала грати Катерину II у телесеріалі «Велика», яку виконувала до 2023 року.
У 2024 році зіграла дівчину Боба Ділана в біографічному фільмі «Боб Ділан: Цілковитий незнайомець». У 2025 році виконала головні ролі у бойовику «Хижак: Дикі землі» та норвезькій трагікомедії «Сентиментальна цінність».

## Фільмографія

### Кінофільми
| Рік  |    | Українська назва                      | Оригінальна назва                        | Роль                          |
| ---- | -- | ------------------------------------- | ---------------------------------------- | ----------------------------- |
| 2001 | ф  | Я — Сем                               | I Am Sam                                 | Люсі Даймонд                  |
| 2003 | ф  | Черговий тато                         | Daddy Day Care                           | Джеймі                        |
| 2004 | ф  | Двері в підлозі                       | The Door in the Floor                    | Рут Коул                      |
| 2005 | ф  | Завдяки Вінн-Діксі                    | Because of Winn-Dixie                    | Світі Пай Томас               |
| 2006 | ф  | Вавилон                               | Babel                                    | Деббі Джонс                   |
| 2006 | ф  | Дежа Вю                               | Déjà Vu                                  | Еббі                          |
| 2006 | ф  | З ким би скуштувати сиру              | I Want Someone to Eat Cheese With        | Пенелопа                      |
| 2007 | ф  | Дев'ятки                              | The Nines                                | Ноелль                        |
| 2007 | ф  | Заповідна дорога                      | Reservation Road                         | Емма Лернер                   |
| 2008 | ф  | Загадкова історія Бенджаміна Баттона  | The Curious Case of Benjamin Button      | Дейзі                         |
| 2008 | ф  | Фібі в Країні чудес                   | Phoebe in Wonderland                     | Фібі                          |
| 2009 | мф | Астробой                              | Astro Boy                                | Грейс (озвучення)             |
| 2010 | ф  | Лускунчик і Щурячий Король            | The Nutcracker in 3D                     | Мері                          |
| 2010 | ф  | Десь                                  | Somewhere                                | Клео                          |
| 2011 | ф  | Супер 8                               | Super 8                                  | Аліса Дайнард                 |
| 2011 | ф  | Поміж                                 | Twixt                                    | Вірджинія                     |
| 2011 | ф  | Ми купили зоопарк                     | We Bought a Zoo                          | Лілі                          |
| 2012 | ф  | Джинджер і Роза                       | Ginger & Rosa                            | Джинджер                      |
| 2014 | ф  | Молодняк                              | Young Ones                               | Мері Голм                     |
| 2014 | ф  | Зовсім низько                         | Low Down                                 | Емі-Джо Олбані                |
| 2014 | ф  | Чаклунка                              | Maleficent                               | Аврора                        |
| 2014 | мф | Сімейка монстрів                      | The Boxtrolls                            | Вінні Портлі-Рінд (озвучення) |
| 2015 | ф  | Трамбо                                | Trumbo                                   | Нікола Трамбо                 |
| 2015 | ф  | 3 покоління                           | 3 Generations                            | Рей                           |
| 2016 | ф  | Неоновий демон                        | The Neon Demon                           | Джессі                        |
| 2016 | ф  | Жінки 20-го століття                  | 20th Century Women                       | Джулі                         |
| 2016 | мф | Балерина                              | Ballerina                                | Феліс (озвучення)             |
| 2016 | ф  | Закон ночі                            | Live by Night                            | Лоретта Фіггіс                |
| 2017 | ф  | Зникнення Сідні Голла                 | The Vanishing of Sidney Hall             | Мелоді                        |
| 2017 | ф  | Як розмовляти з дівчатами на вечірках | How to Talk to Girls at Parties          | Зан                           |
| 2017 | ф  | Обдурений                             | The Beguiled                             | Алісія                        |
| 2017 | ф  | Мері Шеллі                            | Mary Shelley                             | Мері Шеллі                    |
| 2018 | ф  | Здається, ми залишилися одні          | I Think We're Alone Now                  | Ґрейс                         |
| 2018 | ф  | Галвестон                             | Galveston                                | Роккі                         |
| 2018 | ф  | За мрією                              | Teen Spirit                              | Вайолет                       |
| 2019 | ф  | Дощовий день у Нью-Йорку              | A Rainy Day in New York                  | Ешлі Енрайт                   |
| 2019 | ф  | Чаклунка: Володарка темряви           | Maleficent: Mistress of Evil             | Аврора                        |
| 2020 | ф  | Незвідані шляхи                       | The Roads Not Taken                      | Моллі                         |
| 2020 | ф  | Усі яскраві місця                     | All the Bright Places                    | Вайолет Маркі                 |
| 2024 | ф  | Боб Ділан: Цілковитий незнайомець     | A Complete Unknown                       | Сільві Руссо                  |
| 2025 | ф  | Сентиментальна цінність               | Affeksjonsverdi                          | Рейчел Кемп                   |
| 2025 | ф  | Хижак: Дикі землі                     | Predator: Badlands                       | Тіа                           |
| 2026 | ф  | Голодні ігри: Схід сонця на Жнива     | The Hunger Games: Sunrise on the Reaping | Еффі Тринькіт                 |

Ель Феннінг також знялася у фільмі «Соловей» у 2020 році, проте його реліз багато разів переносили і станом на 2025 рік фільм лишається невипущеним та не має дати виходу.

### Телебачення
| Рік       |    | Українська назва                    | Оригінальна назва                 | Роль                                                |
| --------- | -- | ----------------------------------- | --------------------------------- | --------------------------------------------------- |
| 2002      | с  | Викрадений                          | Taken                             | 3-річна Еллі (Епізод: “Charlie and Lisa”)           |
| 2003      | с  | Справедлива Емі                     | Judging Amy                       | Рошель Коббс (Епізод: “Maxine Interrupted”)         |
| 2003      | с  | Місце злочину: Маямі                | CSI: Miami                        | Моллі Вокер (Епізод: “Death Grip”)                  |
| 2004      | с  | Місце злочину: Нью-Йорк             | CSI: NY                           | Дженні Комо (Епізод: “Officer Blue”)                |
| 2006      | с  | Доктор Хаус                         | House                             | Стелла Далтон (Епізод: “Необхідно знати”)           |
| 2006      | с  | Закон і порядок: Спеціальний корпус | Law & Order: Special Victims Unit | Еден (Епізод: “Cage”)                               |
| 2006      | с  | Загублена кімната                   | The Lost Room                     | Енн Міллер (3 епізоди)                              |
| 2006—2007 | с  | Криміналісти: мислити як злочинець  | Criminal Minds                    | Трейсі Белль (2 епізоди)                            |
| 2007      | с  | Брудні мокрі гроші                  | Dirty Sexy Money                  | Кікі Джордж (Епізод: “Pilot”)                       |
| 2020      | тф |                                     | The Disney Family Singalong       | у ролі самої себе                                   |
| 2020—2023 | с  | Велика                              | The Great                         | Катерина II (30 епізодів)                           |
| 2021      | мс | Робоцип                             | Robot Chicken                     | різні ролі (Епізод: “May Cause the Need for Speed”) |
| 2022      | с  | Дівчина з Плейнвіля                 | The Girl from Plainville          | Мішель Картер (8 епізодів)                          |

### Відеоігри
| Рік  |    | Українська назва                | Оригінальна назва               | Роль     |
| ---- | -- | ------------------------------- | ------------------------------- | -------- |
| 2025 | вг | Death Stranding 2: On the Beach | Death Stranding 2: On the Beach | Tomorrow |

### Музичні відео
- Grouplove — Good Morning (2016)

## Театр
| Рік  | Назва       | Роль         | Місце проведення       | Прим.  |
| ---- | ----------- | ------------ | ---------------------- | ------ |
| 2023 | Appropriate | Рівер Рейнер | Hayes Theater, Бродвей | [ 18 ] |